# Sandouping
Sandouping est une ville adjacente au barrage des Trois-Gorges, qui a été créée durant la construction du barrage. 